# Α-メチルスチレン
α-メチルスチレン (alpha-Methylstyrene、略号：AMS) は化学式 C6H5C(CH3)=CH2、分子量118g/molの芳香族炭化水素である。
クメン法により、フェノール、アセトンと共に副生される。
ABS樹脂でスチレンの代わりに重合させ耐熱性を向上させる。
二量（ダイマー）化して分子量調整剤などにも使用される。